# Радіографія
Радіогра́фія (англ. radiography; нім. Radiographie f) — галузь радіології, яка займається використанням радіації[джерело?] (зокрема рентгенівських променів) для отримання зображень на фотоплівці або флуоресцентному екрані (радіоскопія). Рентгенівські промені по різному проходять крізь речовину залежно від її природи, густини й  товщини. Промені можуть залишати сліди на фотоплівці, у результаті чого виходить рентгенівський знімок. Це явище широко застосовується в медицині для вивчення кісток і тканин і в промисловості для контролю, наприклад, за звареними швами трубопроводів.

## Радіографія в прикладних галузях

### У мінералогії
Радіографія — у мінералогії — метод встановлення радіоактивності мінералів шляхом визначення впливу радіоактивного випромінювання на емульсію фотографічної пластинки. Цей метод дозволяє вивчати ряд явищ на поверхні гірських порід за допомогою мічених атомів: адсорбцію, корозію, утворення і ріст кристалів тощо.

### У медицині

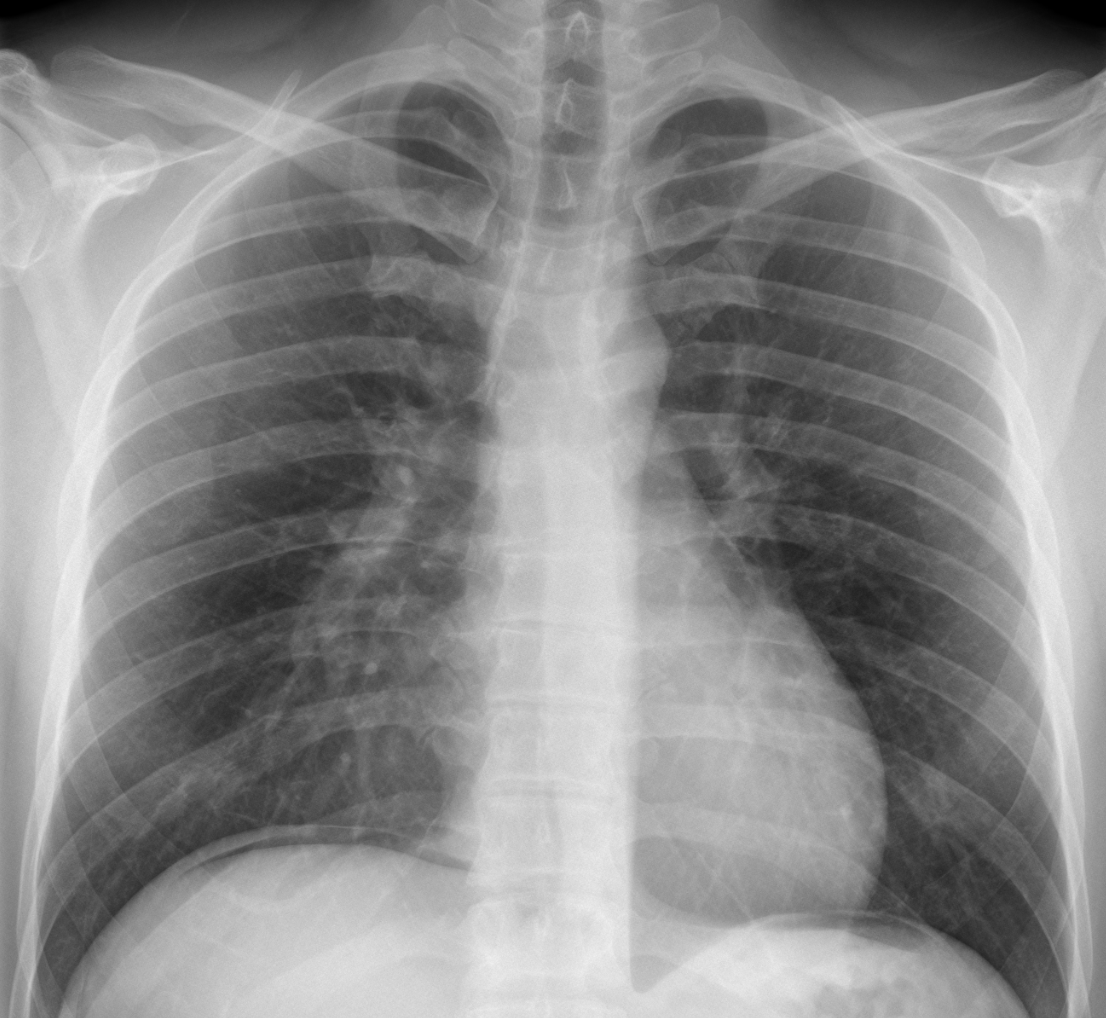
Рентгенограма грудної клітки та органів грудної порожнини - пневмоперитонеум

Радіографія в медицині має ширше значення, проте, найвідомішими радіографічними методами є:
- Рентгенографія — метод діагностики стану кісток та тканин організму (можливо з контрастуванням) застосовуючи рентгенологічне випромінювання.
- УЗД — метод діагностики тканин організму застосовуючи ультразвукове випромінювання.

Також існують інші методи, наприклад Сцинтиграфія, МРТ, ПЕТ і т.д..